# Anemia wcześniaków
Anemia wcześniaków – niedokrwistość występująca u wcześniaków. Pojawia się wcześniej i ma większe nasilenie niż u dzieci urodzonych o czasie. Przyczyną jest mniejsze wyjściowe stężenie hemoglobiny (12-14g/dl), skrócony czas przeżycia erytrocytów oraz częstsze pobieranie krwi do badań. Większe tempo wzrostu może prowadzić do szybszego wyczerpania się zgromadzonych, w największym stopniu w III trymestrze ciąży, zapasów żelaza.